# カインド (競走馬)
カインド（英:Kind、2001年4月21日 - 2021年3月8日）は、アイルランド生産、イギリス調教の競走馬、繁殖牝馬である。
繁殖牝馬として、G1競走10勝のヨーロッパ年度代表馬フランケル、G1競走3勝のヨーロッパ最優秀古馬ノーブルミッション、重賞勝馬ブレットトレインなどを生産した。競走馬としては短距離のリステッド競走を2勝。半兄にはG1競走2勝馬パワーズコートがいる。

## 競走馬時代
2001年4月21日、ジャドモントファームによってアイルランドで生産される。
父は、南北両半球で優れた繁殖成績を残した種牡馬デインヒル。母は、1993年のランカシャーオークスを7馬身差で勝利したレインボークエスト牝駒レインボーレイク。母馬をレインボーレイクとする本馬の半兄には、10ハロンから11ハロンの距離でG1競走を2勝したサドラーズウェルズ産駒パワーズコートがいる。
父馬デインヒルの影響を受けたカインドは、半兄のパワーズコートとは対照的に、スピードに富む競走馬であった。後に、繁殖牝馬としてのカインドが種牡馬ガリレオとの間に生産することになるフランケルが保持したスピードも、母方の本馬に由来したものであると見られている。
競走馬としてハーリド・ビン・アブドゥッラーによって所有され、ロジャー・チャールトン調教師のもとに預託されたカインドは、2歳時となる2003年9月5日ケンプトン競馬場でデビューし、6対4（2.5倍）の1番人気に支持されたものの3着に敗れた。続いて1番人気となった未勝利戦でも4着に敗れ、本馬は2歳シーズンを2戦未勝利で終えた。
3歳となったカインドは、2004年5月の未勝利戦を優勝して勝ち上がると、その後も短距離の競走を勝ち続けて5連勝を達成し、リステッド競走フラワーオヴスコットランドステークスの優勝馬となった。初勝利を収めるまでに鞍上のリチャード・ヒューズを二度下馬させるなど、激しいところを見せていたカインドには、その気性難のために適正距離が短かったのではないかという疑惑もあり、本馬が2勝目を挙げたとき、チャールトンは自らが管理する本馬について「生来のスプリンターではない」という見解を述べている。3歳シーズンは6戦5勝であった。
4歳時のカインドは、リステッド競走キルヴィントンステークスを優勝し、レパーズタウン競馬場のG3競走バリーオーガンステークスでも3着に入った。キルヴィントンステークスの勝利によって、本馬のレーシングポストレーティングは自己最高の108ポンドを記録している。その後、G3競走を2戦してともに5着。4歳シーズンを5戦1勝で終え、現役競走馬を引退した。5ハロンから7ハロンまでの路線を走って通算13戦6勝、獲得賞金は7万2402ポンド。公式レーティングは、4歳時に記録した102ポンドであった。

## 競走成績
以下の内容は、Racing Post、BHAの情報に基づく。
| 出走日     | 競馬場           | 競走名                      | 格 | 頭数 | 着順 | 騎手       | 斤量 | 距離（馬場）   | タイム  | 着差      | 1着（2着）馬        |
| ---------- | ---------------- | --------------------------- | -- | ---- | ---- | ---------- | ---- | -------------- | ------- | --------- | ------------------- |
| 2003.09.05 | ケンプトン       | 未勝利戦                    | C4 | 19   | 03着 | R.ヒューズ | 8-11 | 芝6f（GF）     | -       | 2 1/2馬身 | Unshooda            |
| 0000.10.04 | ニューマーケット | 未勝利戦                    | C4 | 10   | 04着 | R.ヒューズ | 8-11 | 芝6f（GF）     | -       | 4馬身     | Valjarv             |
| 2004.04.14 | ニューマーケット | 未勝利戦                    | C4 | 17   | 03着 | R.ヒューズ | 8-11 | 芝7f（Gd）     | -       | 1/2馬身   | Relaxed             |
| 0000.05.22 | ケンプトン       | 未勝利戦                    | C4 | 8    | 01着 | R.ヒューズ | 8-9  | 芝7f（GF）     | 1:26.25 | 6馬身     | （Farewell Gift）   |
| 0000.06.02 | ケンプトン       | 条件戦                      | C4 | 9    | 01着 | R.ヒューズ | 8-10 | 芝6f（Gd）     | 1:13.07 | アタマ    | （Swinbrook）       |
| 0000.06.23 | ケンプトン       | 条件戦                      | C4 | 8    | 01着 | R.ヒューズ | 8-10 | 芝6f（Gd）     | 1:14.94 | 1/2馬身   | （Celtic Thunder）  |
| 0000.07.16 | ニューマーケット | ハンデ戦                    | C3 | 8    | 01着 | R.ヒューズ | 8-13 | 芝6f（Gd）     | 1:13.41 | 短アタマ  | （Valjarv）         |
| 0000.09.19 | ハミルトン       | フラワーオヴスコットランドS | L  | 11   | 01着 | R.ヒューズ | 8-11 | 芝5f4y（Sft）  | 1:00.80 | 1/2馬身   | （Autumn Pearl）    |
| 2005.04.26 | バース           | ランズダウンフィリーズS     | L  | 10   | 03着 | R.ヒューズ | 9-4  | 芝5f11y（Sft） | -       | 3 1/2馬身 | Indian Maiden       |
| 0000.05.14 | ノッティンガム   | キルヴィントンS             | L  | 10   | 01着 | R.ヒューズ | 9-7  | 芝6f15y（GF）  | 1:11.17 | 1/2馬身   | （Forever Phoenix） |
| 0000.06.01 | レパーズタウン   | バリーオーガンS             | G3 | 8    | 03着 | R.ヒューズ | 9-3  | 芝6f（GF）     | -       | 3/4馬身   | La Cucaracha        |
| 0000.07.08 | ヨーク           | サマーS                     | G3 | 11   | 05着 | R.ヒューズ | 9-0  | 芝6f（GS）     | -       | 5 3/4馬身 | Lucky Spin          |
| 0000.08.07 | カラ             | フェニックススプリントS     | G3 | 15   | 05着 | R.ヒューズ | 9-1  | 芝6f（Gd）     | -       | 4 1/2馬身 | Osterhase           |

## 繁殖牝馬時代
ジャドモントファームで繁殖牝馬となったカインドは、種付け初年度に種牡馬サドラーズウェルズと交配され、2007年に初仔として牡駒ブレットトレインを生産した。同馬は、競走馬としてG3競走を勝利し、その後、弟フランケルのペースメーカーを務めることになる。現役引退後のブレットトレインはケンタッキーで種牡馬入りし、後にアイルランドで供用された。

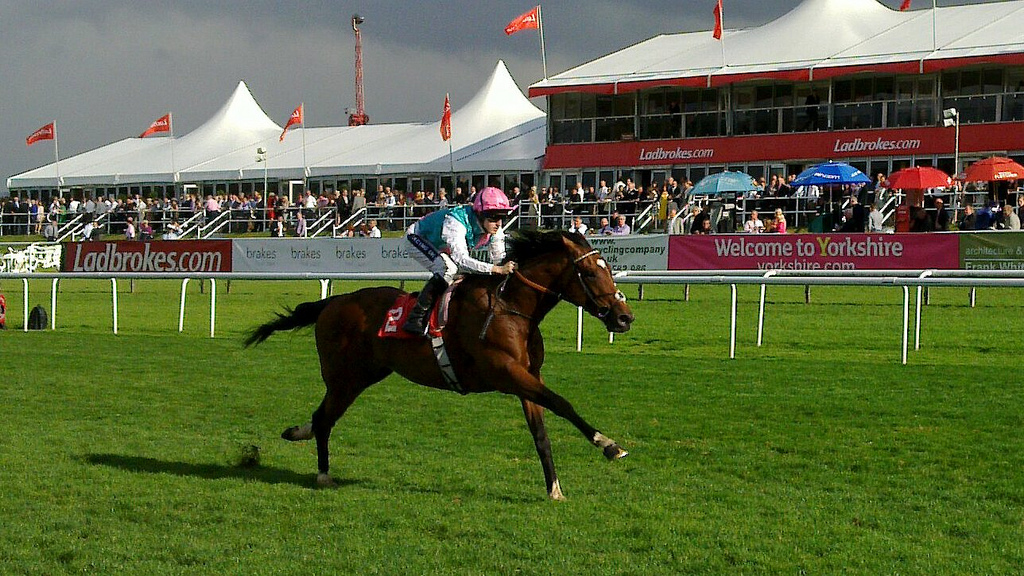
フランケル（2010年9月10日 ドンカスター競馬場）

2007年春には、当時初年度産駒が4歳を迎えていた種牡馬ガリレオとの交配が実施され、カインドは翌2008年、牡駒のフランケルを生産した。同馬は、競走馬としてG1競走10勝を含む通算14戦14勝を達成し、3歳時と4歳時には2年連続でヨーロッパ年度代表馬に選出され、クイーンアンステークスおよびインターナショナルステークスを圧勝したことによって公式ハンデキャッパーから歴代最高となるレーティング140ポンドの評価を受けた。また、「父ガリレオ、母父デインヒル」の配合は、現役競走馬としてのフランケルを筆頭に、その他テオフィロ、メイビー、ゴールデンリラなどが活躍したことで、所謂ニックスであると見なされるようになった。現役引退後のフランケルは、父ガリレオの代表産駒として種牡馬入りし、イギリスおよびアイルランドのリーディングサイアーとなった。
繁殖3年目のカインドは、再びガリレオと交配され、2009年に牡駒ノーブルミッションを生産した。カインドの仔としてフランケルに続くG1競走優勝馬となる同馬は、競走馬としてチャンピオンステークスを兄弟制覇するなどの成績を残し、2014年のヨーロッパ最優秀古馬に選出された。現役引退後のノーブルミッションはケンタッキーで種牡馬入りし、後に日本で供用された。
続いてカインドは、2010年、2011年にはそれぞれ種牡馬オアシスドリームの牡駒モルフェウス、牝駒ジョワユーズを生産し、2013年にはガリレオの牡駒プロコンスルを生産した。モルフェウスは競走馬として3勝し、現役引退後はアイルランドで種牡馬入りし、後にフランス、イタリアで供用された。ジョワユーズは競走馬としてリステッド競走を2勝し、現役引退後は繁殖牝馬としてG1競走入着馬などを生産した。プロコンスルは競走馬を引退した後、フランケルの全弟として種牡馬入りした。
カインドは、2014年および2015年にはともにガリレオとの仔を流産し、2016年および2017年にはともに種牡馬キングマンとの仔を流産したが、2018年にはガリレオ牝駒チアズマを生産した。チアズマはフランケルにとって最初の全姉妹である。
2019年には不受胎で、2020年にはガリレオとの仔を流産した。2021年、カインドはキングマンの牡駒キックリを生産した。結果的に、同馬がカインドにとって最後の仔となった。
2021年に再度キングマンと交配される予定であったカインドは、同年の出産の数日後となる3月8日に死亡した。イギリスにおけるジャドモントファームの牧場長を務めるサイモン・モックリッジは、カインドの死を受けて、「多くの人々にとって、カインドはフランケルとノーブルミッションの母として最もよく思い出されるでしょう。またジャドモントの私たちにとって、カインドはその名のとおり優しい性格の馬としていつまでも記憶に残り続けるでしょう」と述べた。「カインド」（Kind）という馬名は、G1競走優勝馬2頭および重賞優勝馬1頭を送り出した本馬の実績によって、国際競馬統括機関連盟の国際保護馬名リストに掲載されている。

## 繁殖成績
|       | 馬名          | 生年   | 性 | 毛色 | 父             | 厩舎                        | 馬主       | 戦績 | 備考     | 出典          |
| ----- | ------------- | ------ | -- | ---- | -------------- | --------------------------- | ---------- | --- | -------- | ------------- |
| 初仔  | Bullet Train  | 2007年 | 牡 | 鹿毛 | Sadler's Wells | Sir Henry Cecil             | K Abdullah | 14戦2勝 （G3）リングフィールドダービー | 種牡馬   | [ 21 ] [ 22 ] |
| 第2仔 | Frankel       | 2008年 | 牡 | 鹿毛 | Galileo        | Sir Henry Cecil             | K Abdullah | 14戦14勝 （G1）デューハーストS、英2000ギニー、セントジェームズパレスS、サセックスS2回、クイーンエリザベス2世S、ロッキンジS、クイーンアンS、英インターナショナルS、英チャンピオンS （G2）ロイヤルロッジS （G3）グリーナムS | 種牡馬   | [ 23 ] [ 24 ] |
| 第3仔 | Noble Mission | 2009年 | 牡 | 鹿毛 | Galileo        | Sir Henry Cecil →Lady Cecil | K Abdullah | 21戦9勝 （G1）タタソールズゴールドC、サンクルー大賞、英チャンピオンS （G3）ゴードンS、ゴードンリチャーズS、ハクスリーS | 種牡馬   | [ 25 ] [ 26 ] |
| 第4仔 | Morpheus      | 2010年 | 牡 | 鹿毛 | Oasis Dream    | Sir Henry Cecil →Lady Cecil | K Abdullah | 8戦3勝 | 種牡馬   | [ 27 ] [ 28 ] |
| 第5仔 | Joyeuse       | 2011年 | 牝 | 鹿毛 | Oasis Dream    | Lady Cecil                  | K Abdullah | 12戦3勝 | 繁殖牝馬 | [ 29 ] [ 30 ] |
| 第6仔 | Proconsul     | 2013年 | 牡 | 栗毛 | Galileo        | A Fabre                     | K Abdullah | 2戦0勝 | 種牡馬   | [ 31 ] [ 32 ] |
| 第7仔 | Chiasma       | 2018年 | 牝 | 鹿毛 | Galileo        | John & Thady Gosden         | Juddmonte  | 5戦1勝 |          | [ 33 ]        |

## 血統表
| カインドの血統                    | カインドの血統                | カインドの血統    | （血統表の出典） | （血統表の出典） |
| 父 *デインヒル Danehill 1986 鹿毛 | 父の父Danzig 1977 鹿毛        | Northern Dancer   | Nearctic         | Nearctic         |
| 父 *デインヒル Danehill 1986 鹿毛 | 父の父Danzig 1977 鹿毛        | Northern Dancer   | Natalma          |                  |
| 父 *デインヒル Danehill 1986 鹿毛 | 父の父Danzig 1977 鹿毛        | Pas de Nom        | Admiral's Voyage | Admiral's Voyage |
| 父 *デインヒル Danehill 1986 鹿毛 | 父の父Danzig 1977 鹿毛        | Pas de Nom        | Petitioner       |                  |
| 父 *デインヒル Danehill 1986 鹿毛 | 父の母Razyana 1981 鹿毛       | His Majesty       | Ribot            | Ribot            |
| 父 *デインヒル Danehill 1986 鹿毛 | 父の母Razyana 1981 鹿毛       | His Majesty       | Flower Bowl      |                  |
| 父 *デインヒル Danehill 1986 鹿毛 | 父の母Razyana 1981 鹿毛       | Spring Adieu      | Buckpasser       | Buckpasser       |
| 父 *デインヒル Danehill 1986 鹿毛 | 父の母Razyana 1981 鹿毛       | Spring Adieu      | Natalma          |                  |
| 母 Rainbow Lake 1990 鹿毛         | 母の父Rainbow Quest 1981 鹿毛 | Blushing Groom    | Red God          | Red God          |
| 母 Rainbow Lake 1990 鹿毛         | 母の父Rainbow Quest 1981 鹿毛 | Blushing Groom    | Runaway Bride    |                  |
| 母 Rainbow Lake 1990 鹿毛         | 母の父Rainbow Quest 1981 鹿毛 | I Will Follow     | Herbager         | Herbager         |
| 母 Rainbow Lake 1990 鹿毛         | 母の父Rainbow Quest 1981 鹿毛 | I Will Follow     | Where You Lead   |                  |
| 母 Rainbow Lake 1990 鹿毛         | 母の母Rockfest 1979 栗毛      | Stage Door Johnny | Prince John      | Prince John      |
| 母 Rainbow Lake 1990 鹿毛         | 母の母Rockfest 1979 栗毛      | Stage Door Johnny | Peroxide Blonde  |                  |
| 母 Rainbow Lake 1990 鹿毛         | 母の母Rockfest 1979 栗毛      | Rock Garden       | Roan Rocket      | Roan Rocket      |
| 母 Rainbow Lake 1990 鹿毛         | 母の母Rockfest 1979 栗毛      | Rock Garden       | Nasira           |                  |
| 母系(F-No.)                       | (FN:1-k)                      | (FN:1-k)          | (FN:1-k)         | [ § 2 ]          |
| 5代内の近親交配                   | Natalma 4×4                   | Natalma 4×4       | Natalma 4×4      | [ § 3 ]          |
| 出典                              | 1. 2. 3.                      | 1. 2. 3.          | 1. 2. 3.         | 1. 2. 3.         |